# 우에사토 다쿠미
우에사토 다쿠미(일본어: 上里 琢文, 1990년 4월 29일 ~ )는 일본의 전 축구 선수이다.

## 구단 경력
과거 교토 상가 FC, FC 류큐에서 활동하였다.